# راجر هوئرتا
راجر هوئرتا (انگلیسی: Roger Huerta؛ زادهٔ ۲۰ مهٔ ۱۹۸۳) ورزشکار هنرهای رزمی ترکیبی اهل مکزیک است. وی از سال ۲۰۰۳ میلادی تاکنون مشغول فعالیت بوده‌است.